# 1904
- Wikisource

| Calendário gregoriano                                                        | 1904 MCMIV                           |
| Ab urbe condita                                                              | 2657                                 |
| Calendário arménio                                                           | 1353 – 1354                          |
| Calendário bahá'í                                                            | 60 – 61                              |
| Calendário budista                                                           | 2448                                 |
| Calendário chinês                                                            | 4600 – 4601 Início a 16 de fevereiro |
| Calendário copta                                                             | 1620 – 1621                          |
| Calendário etíope                                                            | 1896 – 1897                          |
| Calendários hindus - Vikram Samvat - Calendário nacional indiano - Cáli Iuga | 1959 – 1960 1825 – 1826 5004 – 5005  |
| Calendário Holoceno                                                          | 11904                                |
| Calendário islâmico                                                          | 1322 – 1323                          |
| Calendário judaico                                                           | 5664 – 5665 Início a 10 de setembro  |
| Calendário persa                                                             | 1282 – 1283 Início a 21 de março     |
| Calendário rúnico                                                            | 2154                                 |
| Calendário solar tailandês                                                   | 2447                                 |

1904 (MCMIV, na numeração romana)  foi um ano bissexto do século XX  do atual Calendário Gregoriano, da Era de Cristo,  e as suas letras dominicais foram  C e B (52 semanas), teve início a uma sexta-feira e terminou a um sábado.
| Ano completo                          |
| ------------------------------------- |
| Ano bissexto com início à sexta-feira |

## Eventos
- Março – Se inicia a Guerra Russo-Japonesa
- Sob o comando do general Nogi, o Japão iniciou a conquista da Manchúria, ocupada pelos russos desde 1900.
- 8 de Abril – A aliança entre a Grã-Bretanha e a França foi reforçada com a assinatura de um acordo sobre os seus interesses no Norte de África.
- 28 de Fevereiro – Criação do clube desportivo Sport Lisboa e Benfica.
- Ocorre a Reforma urbana do Rio de Janeiro.
- 31 de Outubro – O Congresso brasileiro aprova a Lei da Vacina Obrigatória.[1][2]
- 8 de Novembro – O  Republicano Theodore Roosevelt foi eleito presidente dos EUA com 56% dos votos.
- 10 de Novembro – Eclode a Revolta da Vacina no Rio de Janeiro.
- 16 de Novembro – Durante visita de Estado a Inglaterra, o rei Dom Carlos assinou, com Eduardo VII, o Segundo Tratado de Windsor. É declarado Estado de Sítio no Rio de Janeiro[3]. Fim da Revolta da Vacina.[4]
- Fim da disputa entre o Brasil e a Inglaterra pela posse de Roraima.
- Marcelo de Azcárraga y Palmero substitui Antonio Maura y Montaner como presidente do governo de Espanha.

## Nascimentos
- 23 de Março – Germán Busch Becerra, presidente da Bolívia de 1937 a 1939 (m. 1939).
- 22 de Abril – Alaíde Lisboa,  pedagoga, jornalista, escritora e política brasileira (m. 2006).
- 11 de Maio – Salvador Dalí, pintor surrealista, Figueres, Catalunha (m. 1989).
- 12 de Agosto – Alexei Nikolaevich Romanov, czarevich da Rússia; (m. 1918)
- 22 de Agosto – Deng Xiaoping, secretário-geral do Partido Comunista Chinês(PCC) e líder político da República Popular da China entre 1978 e 1992 (m. 1997).
- 3 de Dezembro – Roberto Marinho, jornalista brasileiro (m. 2003)

## Prémio Nobel
- Física – John William Strutt (Lord Rayleigh).
- Literatura – Frédéric Mistral e José Echegaray.
- Química – Sir William Ramsay.
- Medicina – Ivan Petrovich Pavlov.
- Paz – Instituto de Direito Internacional.

## Por tema
- 1904 na arte
- 1904 no Brasil
- 1904 na ciência
- 1904 no cinema
- 1904 no desporto
- 1904 no jornalismo
- 1904 na literatura
- 1904 na música
- 1904 na política
- 1904 no teatro
- 1904 na televisão